# Les Droites en France de 1914 à 1945
Les Droites en France de 1914 à 1945 sont l'ensemble des partis et des cultures politiques françaises de droite ou de centre droit, selon le spectre politique français habituellement utilisé, qui jouent un rôle primordial dans la vie politique de la France de la Première Guerre mondiale à la Seconde Guerre mondiale.
« Droite » n'est pas un parti politique. Le pluriel s’impose donc et oblige à dire « les droites ». La multiplicité des courants et opinions politiques se considérant de droite à cette époque fait que le terme « Droite » échappe à toute tentative de définition simple et consensuelle.
Les  droites connaissent une période particulièrement riche de leur histoire de 1914 à 1945, oscillant entre guerres et crises. L'entre-deux-guerres s’avère déterminant dans l’histoire politique française, au sens où la droite se cherche encore idéologiquement, à mesure que la gauche s’affirme à travers la SFIO et le PCF qui ont aussi collaborer avec les nazis puis que la gauche était majoritaire avec 54 % des sièges en 1940 [non neutre]. La nécessité d’un grand parti de droite s’impose, d’autant plus qu’après leur heure de gloire sous Vichy, les droites se retrouvent stigmatisées à la suite de la Libération, à cause de leur collaboration trop étroite avec l’occupant.

## 1914-1919: La recherche d’une identité collective

### Le malaise des classes moyennes
De 1914 à 1926, l’inflation fait baisser les revenus, provoquant une véritable inquiétude au sein des classes moyennes. Dans les groupes sociaux concernés s’accumulent de vifs ressentiments contre les « nouveaux riches » qui ont profité de la nouvelle conjoncture économique, et contre les politiques. L’évolution de l’économie ne révèle parfois néfaste : l’artisanat, le petit commerce de campagne sont frappés par l’exode rural. Dans ces milieux, la crainte d’un bouleversement destructeur la hiérarchie sociale et de la propriété a été ravivée par la vague révolutionnaire de 1917-1920 en Europe orientale et centrale, et par ses prolongements en France. Elle a facilité le rassemblement de 1919 sous les couleurs du Bloc national.

### L’Action française: une synthèse des traditions?
L’Action française est tout d’abord connue grâce à la figure de Charles Maurras. Le journal naît précisément le 20 juin 1899, des suites de l’Affaire Dreyfus. Elle est la fille d’un nationalisme antirévisionniste. Charles Maurras est un doctrinaire qui s’inspire d’Ernest Renan, et souhaite entreprendre une réforme intellectuelle de la politique. Il n’a pas de réelle doctrine de départ, juste un absolu : l’intérêt national. Le mouvement suscité par l’Action française se caractérise par sa violence, avant toute verbale, et ne souhaite pas se regrouper au sein d’un parti, mais choisit la forme de la ligue.
Il semble pouvoir réunir au moins deux versants de la droite. Néanmoins, les contradictions internes que rencontrent l’Action française et son mouvement conduisent à l’échec de cette synthèse tant attendue. Maurras souhaite instaurer en politique un ordre harmonieux guidé par la raison, tandis que sa doctrine est emplie de passion.
On peut qualifier la doctrine maurrassienne de « royalisme déclinant », elle est intéressante au sens où elle rassemble divers bords de droite, à un moment où le tissu politique est bigarré, proposant une synthèse originale.

### Du nationalisme monarchiste de Maurras au nationalisme républicain: le Bloc national
Les années 1918 à 1924 voient le nationalisme républicain de Clemenceau, puis Poincaré supplanter le nationalisme monarchiste de Maurras, et déterminer la politique de la France. L’Action française se trouve dans une situation ambiguë à l’époque du Bloc national et de la Chambre bleu horizon où siège Daudet.
Les élections de novembre 1919 enregistrent le plus important bouleversement dans le corps électoral de la IIIe République, la droite mise en minorité en mai 1914 devient la majorité : sur 613 sièges, la droite en récupère 437 (soit 71 %), les députés de la Chambre bleu horizon. Alors considérée seulement comme une opposition entre 1876 et 1919, elle tient désormais sa revanche.

## De la victoire à la défaite (1919-1939)

### Le rapprochement des droites
En 1919, les droites semblent victorieuses ; vingt ans plus tard, le constat est inverse. Au sortir de la guerre, le Bloc National est une coalition droite-centre, l’union a été la condition de la victoire de la droite. Paul Deschanel, qui est plutôt de centre droit est élu Président de la République en 1920.
La droite passe du nationalisme d’avant-guerre (le nationalisme n’est qu’une façon entre autres de servir l’intérêt national) au Bloc national (le Bloc est la Nation). Donc tout ce qui n’est pas avec le Bloc est contre la Nation. Ainsi, la SFIO est retranchée de la communauté nationale.
Droite et gauche continuent de s’opposer sur les deux mêmes sujets qu’avant la Première Guerre mondiale : le militaire et le financier. Après 1919, la droite milite pour la sécurité militaire (occupation de la Ruhr en 1923) et l’équilibre budgétaire (Franc Poincaré en 1928).
Les trois thèmes sur lesquels se fonde l’unité des droites sont: un patriotisme exigeant et intransigeant et en politique intérieure ; une stricte orthodoxie financière, fondée sur les postulats du libéralisme économique ; et l’anticommunisme : l’affiche représentant l’homme-au-couteau-entre-les-dents a joué un rôle appréciable dans la victoire du Bloc national.
Mais la laïcité décidée par la loi du 9 décembre 1905 maintient obstinément une frontière entre deux traditions idéologiques et politiques de droite.

#### Les traditionalistes
La droite conservatrice est catholique, l’électeur lui donne sa voix pour son programme de défense religieuse. Opposée à la centralisation, cette droite a dans l’ensemble accepté le régime républicain, mais veut faire une politique conservatrice de défense religieuse et de défense de l’ordre social. La droite conservatrice n’exerce que rarement et jamais en son propre nom le pouvoir.

#### Les Libéraux
La droite libérale, indépendante a comme représentant Poincaré dans les années 1920. C’est un républicain d’ordre, un patriote intransigeant et non moins intransigeant sur la question religieuse. En politique extérieure, ils sont enclins à négocier des traités et à faire confiance aux organismes internationaux, à l’image de Briand. En politique intérieure, leur doctrine économique et leur pensée politique reposent sur les postulats du libéralisme.

#### L’alternance des blocs au pouvoir
Après la Première Guerre mondiale, la nature des grands problèmes a changé : ils deviennent sociaux, démographiques, économiques et financiers. Mais la classe politique elle n’a pas bougé. Méconnaissant complètement la réalité, les politiques semblent être en marge des préoccupations de la nation. Il en résulte une crise permanente des institutions, une instabilité chronique des gouvernements et des partis.
Le Parti Radical constitue un groupe charnière à cette époque. Il se situe de moins en moins à gauche et de plus en plus au centre. Une majorité parlementaire peut difficilement se dégager sans sa participation. Le parti balance entre alliance avec la droite et alliance avec la gauche durant toute la période 1919-1939. Toutefois, les radicaux ont tendance de plus en plus à incliner vers la droite.

### Les Ligues et la tentation fasciste

#### L’antiparlementarisme
La première poussée antiparlementaire date des années 1924-1927 avec la victoire du Cartel des gauches. Frustrés d’être écartés du pouvoir, les hommes de droite se tournent vers d’autres formes d’action peu conformes à l’orthodoxie parlementaire. De nombreuses ligues exploitent ou alimentent l’antiparlementarisme : l’Action française, le Faisceau de Georges Valois, la ligue des Patriotes de Déroulède, les Croix de Feu du colonel de La Rocque, les Jeunesses Patriotes fondées par Pierre Taittinger en 1924.
L'année du tournant est 1929  avec d’une part la retraite de Poincaré qui sonne la fin d’une génération et la relève de personnel et d’autre part le début de la grande crise économique qui va balayer le monde, même si la France n’en ressent les effets que deux ou trois ans plus tard.
Les scandales politico-financiers se succèdent (affaire Hanau, krach Oustric) et entretiennent le discrédit du régime.
Au début 1934, l’affaire Stavisky met le feu aux poudres. Cet escroc « israélite », retrouvé suicidé le 8 janvier 1934, avait l’appui d’un certain nombre de parlementaires radicaux.
Ce scandale aboutit aux évènements du 6 février 1934 au cours desquels les manifestations des ligues dégénèrent en tentant de s’approcher du palais Bourbon. Débordée, la police tire sur la foule et la fusillade fait 17 morts et plus de 2300 blessés.
Les journaux de gauche le lendemain dénoncent un coup d’Etat fasciste tandis qu’à droite on accuse le gouvernement Daladier d’avoir fait couler le sang.

#### Existe-t-il un fascisme français?
Pour un article plus général, voir Fascisme en France sous la Troisième République.
L’historien israélien  Zeev Sternhell dans Ni droite ni gauche  avance l’idée qu’en France avant 1914, on retrouve des matrices intellectuelles du fascisme qui expliqueraient l’essor des ligues fascistes dans les années 1930.
Il y aura une inspiration fasciste d’Italie que l’on retrouvera dans les Jeunesses patriotes de Pierre Taittinger et dans les Chemises vertes, un mouvement patriote des petits paysans ruinés.
La ligue des Croix-de-Feu du colonel de La Rocque, qui recrute énormément chez les anciens combattants, souhaite une République plus autoritaire. Ce n’est pas une ligue fasciste mais elle manifeste la méfiance envers la IIIe République et appelle à une réforme de cette même République.
La ligue de l’Action française n’est pas non plus révolutionnaire. Elle voit la société basée sur les élites naturelles comme l’Église. Or le fascisme est totalement opposé à la religion.
Pourquoi il n’y a pas eu de parti fasciste ? Il ne peut pas y avoir de parti fasciste dans la société française car le nationalisme de doctrine qui anime les ligues est profondément conservateur voire réactionnaire tandis que le fascisme est un authentique mouvement révolutionnaire.
Le seul parti authentiquement fasciste qui a acquis avant la guerre une audience populaire est le Parti populaire français (PPF) de Jacques Doriot.

### La coupure en deux blocs et la déchirure nationale
Un gouvernement d'union nationale se constitue en 1934 autour de Gaston Doumergue avec comme axe le centre droit et la participation de la droite et des radicaux. Durant deux ans, les cabinets successifs ne parviennent à proposer ni une réforme institutionnelle crédible ni une politique économique efficace.
Dans le courant de 1935, le pays est à nouveau coupé en deux : le « Front commun » des gauches unies contre le « fascisme » s’oppose aux « nationaux » comme s’autoproclament les droites ligueuses et la droite parlementaire rassemblées contre les « Rouges » et leurs alliés.

#### La défaite de 1936
Les élections de mai-juin 1936 ont lieu dans un climat de bipolarisation intense. La droite et le centre, avec 220 sièges sont battus par les gauches qui remportent 380 sièges.
Le Front populaire est une réaction contre la crise économique qui a gagné la France à partir de 1932 et contre le danger fasciste, présenté comme une conséquence de celle-ci.
À l’extrême droite où la crainte du communisme n’a jamais été aussi intense, on assiste à une recrudescence inouïe de la violence (Campagnes de diffamation contre le ministre de l’Intérieur Roger Salengro qui finit par se suicider).
Le 18 juin 1936, le gouvernement de Front populaire riposte par la dissolution des ligues.
La plus importante en nombre (500 000 adhérents), le Mouvement social français (ex-Croix de Feu), se transforme en parti politique : le Parti social français (PSF). En 1938, avec un million d’adhérents, le PSF représente le mouvement de droite le plus puissant et le mieux structuré.

#### Les droites et la menace de la guerre
À la suite de la crise tchécoslovaque, l’opinion est divisée sur les accords de Munich. Les antimunichois sont peu nombreux à droite à part Paul Reynaud. Mais l’acceptation du démantèlement de la Tchécoslovaquie ne signifie par un ralliement à l’Allemagne hitlérienne qui reste toujours l’ennemie héréditaire. Certains pensent que Hitler est peut-être de bonne foi en proposant la paix. D’autres estiment que la France n’est pas prête militairement et qu’il faut profiter du répit offert.
La division des Français est telle que sans le savoir, le régime est entré en agonie. Dans une telle atmosphère, une union sacrée  ne peut se reconstituer après la déclaration de guerre de la France à l’Allemagne le 3 septembre 1939.
Au lieu de se retrouver fortifiée par la lutte comme en 1914, la IIIe République s’effondre. Elle abdique définitivement le 10 juillet 1940 en votant les pleins pouvoirs au Maréchal Pétain.

## 1940-1945: avènement des droites et revers de la Libération

### Les droites et la Résistance
Contrairement à ce que l’on[Qui ?] peut penser, dès 1940, d’importants dirigeants de la droite ont manifesté leur hostilité à l’Etat français, comme Paul Reynaud ou Georges Mandel. L’Alliance démocratique et la Fédération républicaine ont été représentées au sein du CNR, mais leur présence était surtout influencée par le besoin de présenter un CNR respectable aux Britanniques. Mais malgré quelques représentants au sein de la France libre et dans les mouvements de résistance, aucun véritable mouvement de droite ne s’est engagé dans la Résistance. Néanmoins le cas du général Giraud constitue une exception. Il s’évada de la forteresse de Königstein où les Allemands le détenaient et il arriva à Vichy en triomphe en avril 1942, après le retour de Laval au pouvoir. Giraud symbolise l’opportunité à la droite de créer sa résistance, étrangère à la mise en cause de hiérarchies traditionnelles, hostile au parlementarisme. Toutefois, cet engouement autour de Giraud ne dura pas, dès la fin de l’été 1943, les droites cessèrent de lui faire confiance, en raison de sa compromission avec le front national communiste en septembre 1943.
Le déchirement des droites s’est en fait accéléré après l’occupation de la zone libre par les Allemands.

### La Libération: disparition des droites?
L’après-guerre met les droites en situation délicate, tant politiquement qu’idéologiquement. Où se placer à présent sur l’échiquier politique ? Avant, on pouvait analyser les formations parlementaires situées à droite du Parti radical et les organisations extrémistes et extra-parlementaires. Mais le Parti radical est à présent plutôt tiré vers le centre droit, confirmé par les orientations de sa majorité. Roger Duchet, principal leadeur de la droite libérale à la Libération, est issu de cette famille. Par ailleurs, le Mouvement républicain populaire (MRP), fondé en 1944 par Georges Bidault, entraîne dans son sillage des électeurs de la droite.

### L’Épuration à la Libération en France
Par un décret d’avril 1944, le CFLN prononce l’inéligibilité des 569 parlementaires qui avaient voté les pleins pouvoirs le 10 juillet 1940. Un décret du 7 avril 1945 institue un jury d’honneur pour statuer sur les cas particuliers, dont Louis Marin a fait partie. 231 dossiers de députés et de sénateurs ont de droite ont été présentés au jury d’honneur ou aux préfets, soit 49 % de l’ensemble des dossiers. Cette proportion dit à elle seule l’importance des parlementaires de droite parmi les inéligibles. Soixante-huit parlementaires de droite sont effectivement relevés de leur inéligibilité, soit 29 % seulement de ceux qui en avaient fait la demande. Avec cet insuccès, les partis de droite ne peuvent pas procéder à une épuration volontaire de leurs membres comme les socialistes. La stratégie pour survivre, consiste à réintégrer progressivement des vichyssois et de lutter pour la suppression de l’inéligibilité.

### Les élections de 1945
En février 1945, on peut constater un léger retour à la normale pour les forces de droite dans la vie politique française. Tandis que Robert Brasillach s’apprête à être fusillé, la Fédération républicaine de la Seine se réunit, où Louis Marin insiste sur la nécessité de s’unir. Les élections municipales accélèrent le « réveil » des droites. Le 29 avril et le 13 mai 1945, elles permettent de mesurer le déclin de la droite par rapport aux élections de 1935. Avant le Front populaire, les droites contrôlaient 63 % des conseils municipaux. En 1945, plus que 38 %. Cette situation a contraint les droites à s’organiser et à se regrouper.

### Le Parti paysan
Le 11 juillet 1945, Paul Antier, député du Puy en 1936, ayant voté les pleins pouvoirs le 10 juillet 1940, crée le Parti paysan. Au sein du parti, on trouve des hommes au parcours très varié, comme Camille Laurens, actif au sein de la Corporation paysanne, ou Jacques Le Roy Ladurie, ministre de l’Agriculture et du Ravitaillement dans le gouvernement de Laval en 1942. L’Unité paysanne, l’organe du parti, s’efforce dès octobre de démontrer l’injustice des reproches formulés par les citadins envers les paysans.

### L’Entente républicaine
Le 31 juillet 1945, l’Entente républicaine réunit différentes forces modérées pour la liberté et le progrès social, entre autres, la Fédération républicaine, l’Union patriotique républicaine, les Français libres, les Radicaux indépendants, le Parti de la rénovation républicaine et le journal La France libre. Au mois d’août, les deux questions soumis à référendum sont fixées par le gouvernement provisoire, dont la première « Voulez-vous que l’Assemblée élue ce jour soit constituante ? » Une réponse positive majoritaire rendrait les lois constitutionnelles de la IIIe République invalides et amènerait à rédiger une nouvelle constitution. Pour démontrer sa fidélité au général de Gaulle, la Fédération républicaine se prononça pour le oui, tandis que l’Alliance démocratique ne suivit pas le même chemin. Pendant la campagne électorale pour élire la nouvelle assemblée constituante, les modérés ont défendu des valeurs communes, le vote familial, la dualité des Chambres et la défense des libertés, cependant leur dispersion était trop importante pour présenter des candidats dans toutes les circonscriptions. Le 21 octobre 1945, les Français ont voté en faveur d’une nouvelle constitution à 96 %, et d’une limitation des pouvoirs de l’Assemblée constituante à 66 %.
À l’Assemblée constituante, les modérés remportèrent 15 % des suffrages exprimés et 11 % des inscrits. Les groupes dits modérés comptaient désormais 62 députés, divisés en trois groupes parlementaires : le groupe d’unité républicaine avec 37 membres, les républicains indépendants avec 14 membres et le groupe paysan avec 6 membres et 5 apparentés.
Il n’y a bien évidemment pas d’uniformité au sein des droites, de 1914 à 1945. Celui qui voudrait écrire une histoire complète mais synthétique des droites se heurterait à la profusion de ses idées, à la richesse de ses idéologies. On peut cependant remarquer que pendant cette période de guerres, de défaites, de victoires, de crises, mais surtout d’incertitudes, les succès des droites ne sont pas totalement étrangers à des moments d’euphorie nationale, tandis que leurs échecs et pire, leur rejet, sont toujours liés à des moments de déchirure et de traumatisme nationaux.[non neutre]